# Gedraaide romboëdrisch kuboctaëder
Een gedraaide romboëdrische kuboctaëder of de verlengde gedraaide dubbelkoepel is in de meetkunde het johnsonlichaam J37. Deze ruimtelijke figuur kan net als de romboëdrisch kuboctaëder worden geconstrueerd door twee vierkante koepels J4 met hun congruente grondvlakken op het grond- en bovenvlak van een achthoekig prisma te plaatsen, maar in dit geval gedraaid.
Het is het enige johnsonlichaam, per definitie niet hoekpunttransitief, waarbij wel steeds dezelfde veelhoeken in dezelfde of tegengestelde volgorde in de hoekpunten samenkomen, in dit geval drie vierkanten en een driehoek. Het is toch niet hoekpunttransitief, omdat er geen isometrie is die het veelvlak op zichzelf afbeeldt. Er is geen hoekpunt op de doorlopende band van acht vierkanten die op een van de hoekpunten buiten deze band wordt afgebeeld, omdat er maar één zo'n band is.
- (en)  MathWorld. Elongated Square Gyrobicupola.